# 安定寺石窟
安定寺石窟，建于公元1132年，在这个石窟的墙壁和柱子上雕刻了数百尊菩萨、罗汉和佛像。安定寺石窟又称安平寺石窟。

该石窟位于龙王庙沟村以西一公里处，属于甘肃省合水县太白乡发现的更大的合水石窟群。在未知的时间里，这个石窟被遗弃并且其大部分结构被掩埋。1989年，当地政府发现了此石窟，并对其进行了修复。安定寺石窟规模虽小，但由于该地区的特殊性，研究其早期石窟分布及其与佛教发达地区之间的关系具有重要的价值。2023年4月25日公布为第九批甘肃省文物保护单位。

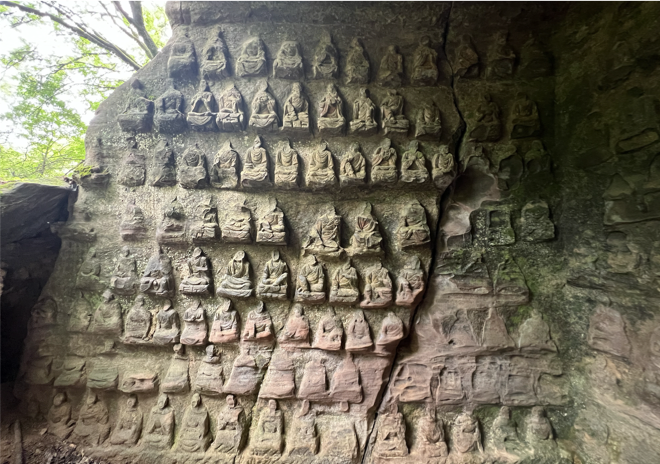
安定寺石窟左

## 历史

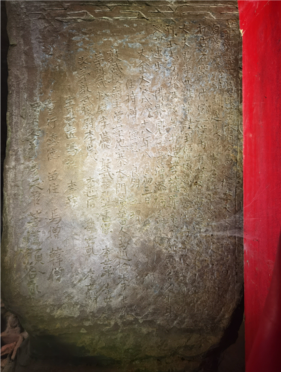
安定寺石窟石墙上铭文

### 时代大背景
金代佛教发展较为辉煌。金代佛教受到了前代的影响，佛法流传与佛教艺术的发展上，虽然也多少受到辽史影响，却同时显露出北宋佛教艺术的痕迹，同时也发展出了自己的特点。

### 洞窟的历史
金代佛教发展有深刻的渊源。安定寺石窟是一个金代的石窟。石窟门左侧有一方题记（此为李世雄修缮时所刻的留作纪念的题记），在石窟右侧的墙上刻有一段铭文，这段铭文表明安定寺石窟经历了两个建造阶段。本窟经历了李大夫和李世雄两代人修建。铭文记载，第一阶段在阜昌二年修建。刘豫是一个被金朝扶植的皇帝，阜昌是他的年号。该石窟于公元1132年由李大夫委托建造。然而，当时菩萨和罗汉的造型还没有被刻在墙上，其中有许多还未完成。直到公元46年后的公元1178年，该石窟终于被李大夫的儿子，李世雄修缮。在第二建造阶段，李世雄请了许多和尚，比如德忍和良朋，来担任此窟的住持。同时，许多同位李姓的军官作为赞助人参与了安定寺的修缮。也可以推测，这些人和李世雄是同一氏族的。虽然这个阶段完善了第一阶段位完成的菩萨和罗汉的佛像，但研究人员发现安定寺实际上并未竣工。

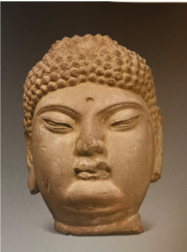
原安定寺石窟中佛像头

### 李氏家族历史
金代李氏家族世袭华池寨本门汉蕃人马巡检。这一官职从北宋、伪齐一直沿袭下来。本窟是经历李大夫，李世雄两代人的营造终于成窟竣工，他们的身份是华池寨主。

### 洞窟被发现后
当该石窟后来被当地镇民发现时，大多佛像的头已经为摧毁。虽然未经证实，但是当地人表示这些佛像要么在文化大革命时被摧毁，要么被盗贼摧毁。其余完好的佛像和和破损佛像的头部已经被转移到陇东古石刻艺术博物馆保存。

## 石窟开凿情况
从石窟外部的题记可知，安定寺石窟是伪齐阜昌二年（1131年，金天会九年）由华池寨主管汉蕃本门人马巡检李大夫主持开凿的。他雇请了延长县（今陕西省延长县）青石匠王志及其女婿冯渊和杨琪开凿石窟（题记中称为石空，另外一处陕北金代城台石窟中的题记也称为“石空”，见下文），雕刻佛像，虽然最后菩萨像及罗汉像未及雕刻。之后过了40多年，其子李世雄等人请僧德忍、良朋任安定寺住持，雇请王志的外孙冯祐等人继续开凿石窟，雕刻了菩萨像及罗汉像，到金世宗大定十八年（1178）八月刻下题记纪念。据石窟调查者研究，该石窟有很多未完工的痕迹，没有最终竣工。李氏家族开凿石窟的主要目的是为生者和亡者祈福增寿。安定寺的僧人至少有七人，即题记中的住持僧德忍、良朋、子瑁三人和童行也就是少年修行者德德、留住、马僧、韩僧四人。

## 石窟外部
安定寺石窟分为门廊和主室两部分。入口长7m，宽2.8m，高2.8m。门廊四周有三堵墙，上面共雕刻412余尊菩萨和罗汉这些佛像大多采用游戏坐，结跏趺坐或善跏趺坐。然而，由于盗窃和风化，许多佛像的脑袋也不见了。石头的类型也是导致某些情况恶化的一个重要原因。这堵墙部分是由砂岩组成的，而砂岩的抗蚀性不强；在右侧可以很容易地看到与左侧相比的差异。尽管大部分佛像头部缺失，但佛像的主体和佛袍仍然充满了细节。
正壁左侧除了8排高浮雕罗汉像。近窟门的左侧又单独凿出两幅画面，上幅宽0.9米、高0.42米。刻有一罗汉半跏趺坐于山石形龛内，头部缺失，左手倚于座上，右手残缺、着袒右肩式佛衣，胸部肋骨突出。其左手边刻有云朵，云朵上立一力士状人物，袒露上身斜身向着罗汉。双手前伸所执不知何物，画面右侧刻一龙。此为降龙罗汉。下幅左侧刻有一罗汉，游戏坐于石座上，头残缺、身着斜交领僧衣。左侧山石上置有一瓶，瓶中插树枝。右侧有一罗汉斜身而坐，双手抚于蹲伏的老虎头上，身后一大树上一猴单臂攀枝。是为伏虎罗汉。
石窟正前方还立有两根方形廊柱，廊柱上部四周刻有菩萨的石像。菩萨衣着飘逸，佩戴胸饰璎珞。半臂衫外搭自左肩斜至右腹的络腋应来源于北宋菩萨像。服饰飘逸，然而腰身略显粗壮，不似唐代菩萨像身体修长，应为地区偏远工匠不精导致。所佩璎珞为串珠式璎珞。石柱下方因为风化严重所刻之物已不可辨认。

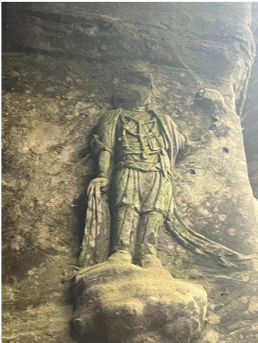
安定寺石窟石柱上的菩萨像

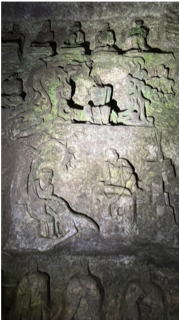
安定寺石窟罗汉图

## 石窟内部
安定寺石窟的内部呈长方形，三面墙上刻有111身雕塑。石窟深4.8米，长4.9米，高2.4米。正面墙上刻有6排罗汉，每个约20厘米高，形态各异。姿势多为禅定印，结痂跌坐，其他坐姿也有少许。在右侧有两座方龛，各有两身罗汉。左侧有两排雕像，每排有五个塑像，可能为菩萨造像。内部大部分雕塑因风化和偷盗难以辨认。主房间中间还包含一个佛坛，与墙壁之前有一圈供人绕佛的空隙。祭坛上曾有一尊坐佛，一尊立佛，一尊弥勒和两位菩萨。但是现在我们能看到的只有一个弥勒和三个莲花座。其中两尊佛像被移到了陇东古石刻艺术博物馆。 

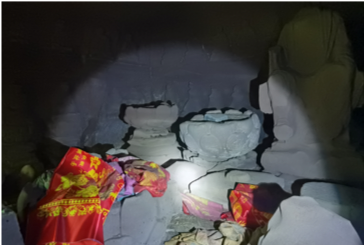
安定寺石窟内佛坛